# Hino Contessa
 Hino Contessa är en personbil som tillverkades i två generationer av den japanska biltillverkaren Hino Motors mellan 1961 och 1967. 

## Hino Contessa 900
Hino hade börjat sin personbilstillverkning genom licenstillverkning av Renault 4CV. Hinos första egna bil, Contessa 900 introducerades 1961. Den var tekniskt sett en vidareutveckling av Renaulten, med svansmotor och pendelaxel bak.

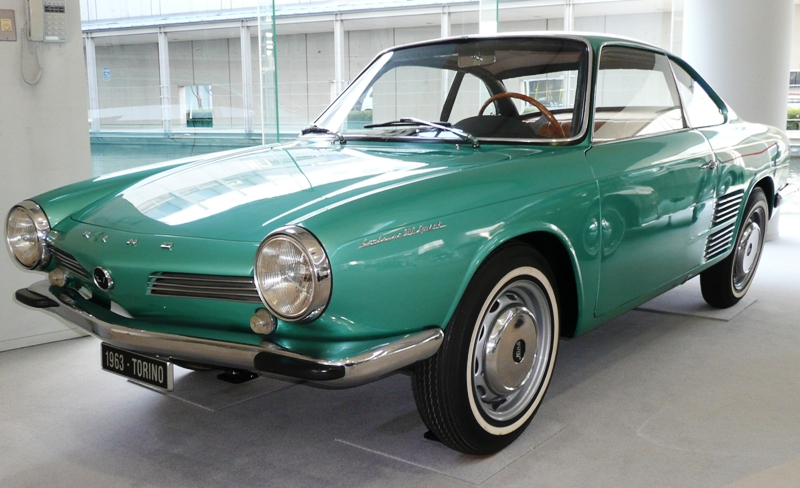
Hino Contessa Sprint

### Hino Contessa Sprint
Hino vände sig till den italienske formgivaren Giovanni Michelotti för att ta fram en coupé-version av Contessan. Bilen debuterade på bilsalongen i Turin 1962. Efter introduktionen av Contessa 1300 uppdaterades Sprint-modellen med bland annat den större motorn.

## Hino Contessa 1300
Den större Contessa 1300 presenterades 1964. Bilen byggde vidare på 900-modellen men fick större motor och ny kaross ritad av Michelotti.
Hino Contessa tillverkades fram till 1967, då företaget köptes upp av Toyota. Därefter har Hino koncentrerat sig på tyngre fordon.

## Motor
| Modell  | Motor              | Cylindervolym | Effekt   | Bränslesystem    |
| ------- | ------------------ | ------------- | -------- | ---------------- |
| 900     | 4-cyl radmotor ohv | 893 cm³       | 35-40 hk | Enkel förgasare  |
| Sprint  | 4-cyl radmotor ohv | 893 cm³       | 45 hk    | Enkel förgasare  |
| 1300    | 4-cyl radmotor ohv | 1251 cm³      | 55 hk    | Enkel förgasare  |
| 1300 GT | 4-cyl radmotor ohv | 1251 cm³      | 65 hk    | Dubbla förgasare |